# Almenar
Almenar ist eine katalanische Gemeinde (Municipio) mit 3.338 Einwohnern (Stand: 2024) in der Provinz Lleida im Nordosten Spaniens. Sie ist Teil der Comarca Segrià.

## Geographie
Almenar liegt etwa 20 Kilometer nordnordwestlich vom Stadtzentrum von Lleida in einer Höhe von ca. 330 m. Der Noguera Ribagorzana begrenzt die Gemeinde im Osten. Durch die Gemeinde führt die Autovía A-14, die hier unterbrochen ist, die von Lleida nach Frankreich führen soll. 

## Geschichte
Almenar ist wegen seiner strategisch bedeutsamen Position bekannt für mehrere militärische Auseinandersetzungen. 1082 versuchten die Truppen Aragoniens und Kataloniens, die maurische Siedlung Almenar zu besetzen. Die Schlacht gegen Al-Mu'tamin aus Saragossa geht verloren, Berengar Raimund II. wird gefangen. Erst 1093 gelang es Sancho I., Almenar zu erobern. 
1642 kam es zur Belagerung von Almenar. In der französisch-spanischen Auseinandersetzungen, versuchten die kastilischen Truppen die Hoheit über Almenar zu erlangen. Nachdem Philippe de La Mothe-Houdancourt bereits Lleida von den Belagerern im Oktober 1642 befreit hatte, gelangte sein Entsatzheer im November nach Almenar und vertrieb das kastilische Heer.
1710 kommt es zur weiteren Schlacht von Almenar. Im Rahmen des spanischen Erbfolgekrieges gelingt es den alliierten Österreichern und Briten, die spanisch-französische Armee zu schlagen.

## Einwohnerentwicklung
| 1900 | 1930 | 1950 | 1970 | 1981 | 1991 | 2001 | 2011 | 2021 |
| ---- | ---- | ---- | ---- | ---- | ---- | ---- | ---- | ---- |
| 2260 | 2780 | 2883 | 3784 | 3617 | 3573 | 3480 | 3605 | 3365 |

## Sehenswürdigkeiten
- Reste der Burg von Almenar
- Marienkirche aus dem 14. Jahrhundert
- Rathaus

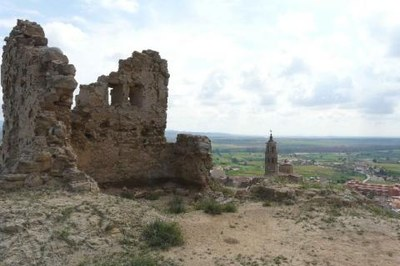
Burgruine von Almenar
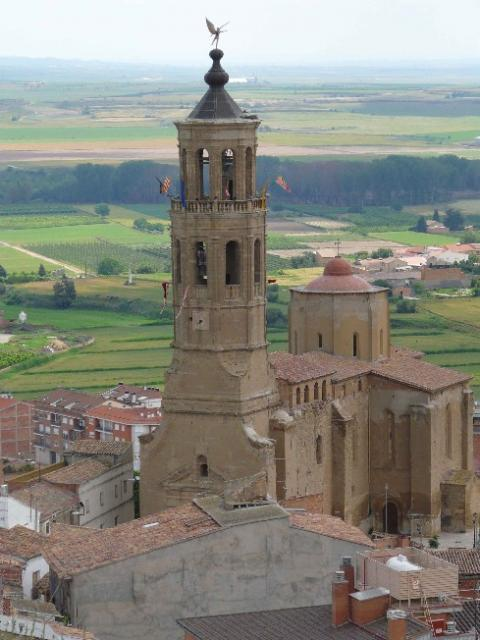
Marienkirche
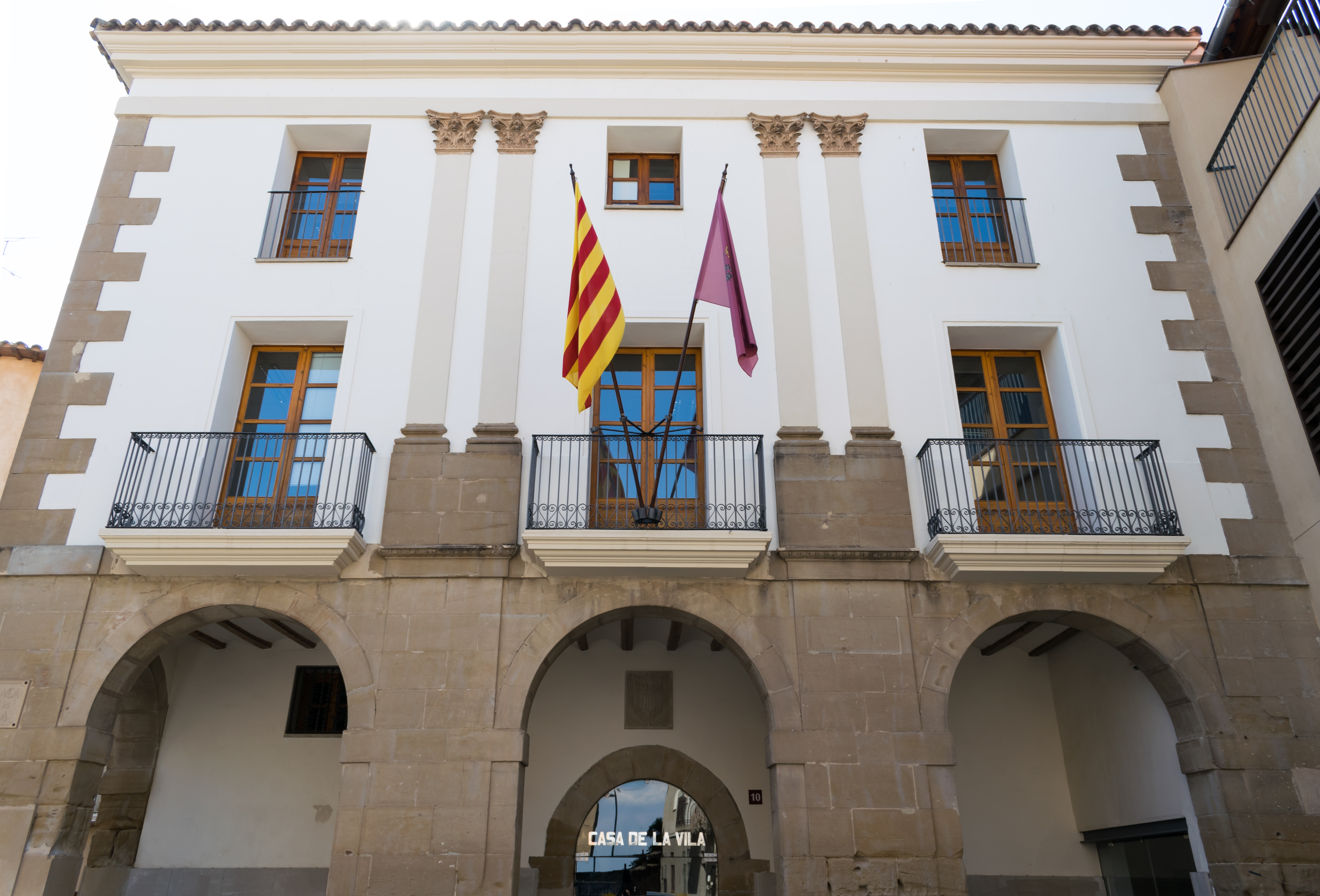
Rathaus

## Persönlichkeiten
- Elvira Gascón Vera (1911–2000), Malerin
- Josep Miquel Céspedes (1962–2004), Politiker (PCE)